# Егоров, Дмитрий Владимирович (хоккеист)
Дмитрий Владимирович Егоров (род. 4 марта 1975, Ленинград) — советский, российский хоккеист, защитник.
Карьеру провёл в командах низших лиг России «СКА-2» СПб (1991/92, 1992/93 — 1993/94), «Десна» Брянск (1991/92, 1997/98 - 1998/99), ЦСКА-2 (1992/93), «Пульс» (Петрозаводск) (1993/94 —1994/95). В сезоне 1993/94 сыграл два матча в МХЛ в составе СКА.